# U-106305
U-106305 ist eine organische Verbindung, die als Naturstoff aus Bakterien isoliert wurde. Die ungewöhnliche Struktur weist insgesamt sechs Cyclopropanringe auf.

## Vorkommen und Biosynthese
U-106305 wurde aus der Kultur einer Streptomyces-Art mit der Bezeichnung UC 11136 isoliert. Die Biosynthese der Hauptkette besteht in der Verkettung von neun Einheiten Acetyl-CoA, analog zur Biosynthese von Fettsäuren. Konkret wurde anhand von Experimenten mit 13C-markiertem Acetat eine Bildung über den Polyketidweg angenommen. Die zusätzlichen Kohlenstoffatome der Cyclopropanringe stammen aus Methionin. Die Herkunft der Isobutylgruppe wurde nicht im Detail untersucht, die Herkunft aus Valin ist aber wahrscheinlich.

## Struktur
Wegen seiner sechs Chiralitätszentren existieren theoretisch 64 Stereoisomere der Verbindung, natürlich kommt aber nur eines vor, bei dem alle Spitzen der Cyclopropanringe von der Hauptkette aus gesehen in die gleiche Richtung zeigen.

## Herstellung
Eine Synthese geht von (E)-2-Buten-1,4-diol aus. Dieses wird zunächst in einer Charette-Cyclopropanierung cyclopropaniert, einer asymmetrischen Variante der Simmons-Smith-Reaktion. Das Produkt kann mit Dess-Martin-Periodinan zum Aldehyd oxidiert und dann in einer Wittig-Reaktion mit Triphenylphosphoranylidenessigsäureethylester beziehungsweise Triphenylphosphoranylidenessigsäuremethylester umgesetzt werden. Die so eingeführten Ester können mit Diisobutylaluminiumhydrid (DIBAL-H) zum Alkohol reduziert werden. Die zwei zusätzlich gebildeten Doppelbindungen können wiederum cyclopropaniert werden, wodurch die Verbindung insgesamt drei Cyclopropanringe enthält. Die gleichen Reaktionsschritte – Oxidation, Wittig-Reaktion, Reduktion, Cyclopropanierung – werden ein weiteres Mal wiederholt, um ein Intermediat mit fünf Cyclopropanringen zu erhalten. Die symmetrische Verbindung wird mittels tert-Butyldimethylsilylchlorid und Imidazol in Dichlormethan einseitig mit einer tert-Butyldimethylsilylgruppe geschützt und so desymmetrisiert. Eine Oxidation mit Dess-Martin-Periodinan, Horner-Wadsworth-Emmons-Reaktion und Reduktion mit DIBAL-H ergibt eine verlängerte Kette mit zwei Doppelbindungen. Durch eine weitere Charette-Cyclopropanierung kann weitgehend selektiv der sechste Cyclopropanring an der endständigeren Doppelbindung aufgebaut werden. Der endständige Alkohol kann durch Umwandlung in ein Sulfid mit N-(Phenylsulfenyl)succinimid und Tributylphosphan und anschließende Reaktion mit Raney-Nickel entfernt werden. Der Silylether am anderen Kettenende wird mit Tetrabutylammoniumfluorid entschützt und mit Dess-Martin-Periodinan zum Aldehyd oxidiert. Durch eine weitere Wittig-Reaktion kann die komplette Carbonsäureamid-Einheit eingeführt werden.

## Eigenschaften
U-106305 ist ein Inhibitor des Cholesterinester-Transferproteins, wodurch es sich möglicherweise als Ausgangspunkt für die Entwicklung von Wirkstoffen gegen Atherosklerose eignet.